# Com un adéu
Com un adéu és una pel·lícula espanyola del 1982 dirigida per Pere Vila i protagonitzada per Mario Pardo i Fiorella Faltoyano. També hi apareix com a actor el director de cinema Bigas Luna. Ha estat doblada al català.

## Sinopsi
Un home d'uns 30 anys, separat de la seva dona des de fa temps, rep una trucada d'ella en la que li diu que el seu fill ha desaparegut. Tot i que el buscaran desesperadament fins a trobar-lo, el jove ha decidit obrir-se camí en la vida al marge dels seus pares i no vol saber res d'ells. Tot això portarà a la parella a una sèrie de reflexions sobre la seva vida passada i desitjaran tornar a començar.

## Repartiment
- Mario Pardo
- Fiorella Faltoyano
- Mercè Camins
- Jorge Humet
- Ana María Segura
- Marina Rossell
- Íñigo Gurrea
- Bigas Luna
- Josep Maria Forn